# Будинок-музей Кастєєва
Будинок-музей Абилхана Кастєєва — меморіальний музей Абилхана Кастєєва в місті Алмати (Казахстан). Музей розташований у будинку, де він проживав у 1958 — 1973 роках.

## Історія
Дім на сході Алмати за річкою Мала Алматинка по вул. Городска (нині вул. Бекхожина) був збудований у 1955 році для сім'ї Кастєєва, відтак вибудований заново у 1966 році. А. Кастєєв жив і працював у  цьому домі  з 1958 по 1973 рр.
У 2004 році родина сім'я передає будинок митця державі для створення меморіального музею.
У 2014 році, у рік святкування 110-леття від дня народження художника, було відкрито меморіальний Будинок-музей. У церемонії відкриття музею взяли участь родина художника, друзі, працівники Державного музею мистецтв ім. А. Кастєєва, аким Медеуського району Султанбек Макежанов.

## Споруда музею
Будівля представляє собою одноповерховий будинок середини ХХ ст., збудований за указом Голови Ради Міністрів Казахської РСР Д.А. Кунаєва у 1955 році спеціально для великої родини А. Кастєєва. У 1958 році художник разом із сім'єю переїхав у цей дім. У 1966 році попередній будинок було повністю знесено і на його місці було зведено інший каркасно-комишитовий будинок, поліпшеного планування, а у 1968 році до нього було прибудовано майстерню. Будівництво нового дому здійснбвалося за проектом головного архітектора Алмаати Н. Оразимбетова. Дім збережено у першопочатковому вигляді: гостина, 3 спальні, майстерня, кухня, ванна, веранда; до дому прилягав сад.

## Експозиція
Експозиція музею знайомить відвідувачів з найбільш відомими живописними та графічними творами А. Кастєєва. Картини художника у музеї представлені копіями. Можна побачити знамениті «Портрет Амангельди», «Турксиб», «Ріка Талас», «Портрет Кенесари». Колекція включає у себе також багатий історико-біографічний матеріал - фотографії, документи, кінохроніку та особисті речі художника. Особливу цікавість виклика  відтворена за допомогою справжніх експонатів студія-майстерня А. Кастєєва, у котрій митець працював  упродовж багатьох років.